# Somalidrossel
Die Somalidrossel (Turdus ludoviciae) ist eine Singvogelart aus der Familien der Drosseln, die im Norden Somalias endemisch ist.

## Merkmale
Die Somalidrossel wurde ursprünglich als Unterart der Kapdrossel (Turdus olivaceus) angesehen, gilt aber seit 1994 als eigenständige Art. Sie erreicht eine Körperlänge von 23 cm und ein Gewicht von 62 g. Das Männchen ist insgesamt schiefergrau. Oberkopf, Gesicht und Kehle sind schwärzlich, der Bereich von der Brust bis zum Bauch hingegen heller grau. Die Unterschwanzdecken haben grauweiße Spitzen. Die Unterflügeldecken sind beige-orange getönt. Schnabel, Augenring und Beine sind gelb. Das Weibchen ist etwas mehr bräunlich am Kopf. Kinn und Kehle sind schwärzlich gestrichelt. Die Brust ist hellgrau. Die juvenilen Vögel sind heller grau, an der Oberseite beige-grau gefleckt und gestrichelt und an der Unterseite beige-grau gesprenkelt. Der Gesang ähnelt dem der Kapdrossel. Der Alarmruf ist jedoch rauer.

## Lebensraum
Die Somalidrossel bewohnt Baumsavannen, die vom Ostafrikanischen Wacholder dominiert sind sowie angrenzendes offenes Gelände im Bergland in Höhenlagen zwischen 1300 und 2000 m. Möglicherweise wandern die Vögel während der Nahrungssuche zwischen den Wacholderwaldparzellen. Im November wurden sie auch in Zitronenhainen beobachtet.

## Lebensweise
Die Nahrung der Somalidrossel besteht überwiegend aus Wacholderbeeren. Sie geht in kleinen, losen Gruppen von bis zu 30 Exemplaren auf Nahrungssuche. Die Brutzeit ist zwischen Mai und Juli. Das Gelege besteht aus zwei Eiern. Mehr ist über das Fortpflanzungsverhalten nicht bekannt.

## Status
Die Somalidrossel stand längere Zeit in der Kategorie „vom Aussterben bedroht“ (critically endangered) in der Roten Liste gefährdeter Arten der IUCN. 2008 wurde dieser Status aufgrund von besseren Bestandsdaten in „gefährdet“ (vulnerable) geändert. Während der Bestand im Jahr 2000 auf 2.500 bis 10.000 Exemplare geschätzt wurde, geht BirdLife International seit 2008 von einer Gesamtpopulation von 10.000 bis 20.000 Individuen aus. Bereits im Jahr 1979 war der Lebensraum der Somalidrossel stark durch Waldzerstörung, vornehmlich durch Brandrodung, Holzeinschlag und übermäßige Waldbeweidung, bedroht. Rückzugsgebiete dieser Art sind insbesondere der Mount Wagar und das Daloh Forest Reserve, wo sich Einheimische im Jahr 2005 für den Erhalt der letzten noch bestehenden Wacholderwälder eingesetzt haben.

## Etymologie und Forschungsgeschichte
Ethelbert Lort Phillips beschrieb die Somalidrossel unter dem Namen Merula ludoviciae. Als Fundort gab er Somaliland an. Schon 1758 führte Carl von Linné die Gattung Turdus ein, der erst später auch diese Art zugeordnet wurde. »Turdus« ist der lateinische Name für »Drossel«. Erst ein Jahr später gab Phillips den Fundort als Golis-Berge in der Region Togdheer an. In diesem Artikel schrieb er, dass er den Namen seiner Frau Louisa Jane Forbes Lort Phillips geb. Gunnis († 1946) gewidmet hat.